# 戴维·马瑟斯
戴维·马瑟斯（英語：David Mathers，1931年10月23日—2014年8月22日），生于格拉斯哥，苏格兰前男子足球运动员。他曾代表苏格兰代表队参加1954年国际足联世界杯，结果队伍止步小组赛阶段。